# Saltos ornamentais no Campeonato Europeu de Esportes Aquáticos de 2018 - Trampolim 3 m sincronizado misto
A prova do trampolim 3 m sincronizado misto dos saltos ornamentais no Campeonato Europeu de Esportes Aquáticos de 2018 ocorreu no dia 8 de agosto no Royal Commonwealth Pool, em Edimburgo no Reino Unido. 

## Calendário
| Fase  | Data        | Hora  |
| ----- | ----------- | ----- |
| Final | 8 de agosto | 13:30 |

Todos os horários estão no horário local (UTC+0)

## Medalhistas
| Ouro                                    | Prata                                  | Bronze                                           |
| Alemanha · Lou Massenberg · Tina Punzel | Reino Unido · Ross Haslam · Grace Reid | Ucrânia · Viktoriya Kesar · Stanislav Oliferchyk |

## Resultados
Esses foram os resultados da competição. 
| Pos.              | Nacionalidade | Saltadores                           |        |
| Pos.              | Nacionalidade | Saltadores                           | Pontos |
| ----------------- | ------------- | ------------------------------------ | ------ |
| Medalha de ouro   | Alemanha      | Lou Massenberg Tina Punzel           | 313.50 |
| Medalha de prata  | Reino Unido   | Ross Haslam Grace Reid               | 308.67 |
| Medalha de bronze | Ucrânia       | Viktoriya Kesar Stanislav Oliferchyk | 291.81 |
| 4                 | Países Baixos | Pascal Faatz Inge Jansen             | 278.10 |
| 5                 | Suíça         | Michelle Heimberg Jonathan Suckow    | 274.50 |
| 6                 | Rússia        | Nadezhda Bazhina Nikita Shleikher    | 272.40 |
| 7                 | Itália        | Elena Bertocchi Maicol Verzotto      | 268.05 |
| 8                 | Polónia       | Kacper Lesiak Kaja Skrzek            | 265.02 |
| 9                 | Suécia        | Daniella Nero Vinko Paradzik         | 233.34 |
| 10                | Áustria       | Nikolaj Schaller Selina Staudenherz  | 207.84 |